# Szymocice (przystanek kolejowy)
Szymocice – przystanek kolejowy położony we wsi Szymocice.

## Ruch pasażerski
| Rok  | Wymiana pasażerska na dobę |
| ---- | -------------------------- |
| 2017 | 10-19                      |
| 2022 | 20-49                      |

## Połączenia
- Linie pasażerskie:
  - Kędzierzyn-Koźle – Rybnik
  - Katowice – Rybnik – Racibórz
  - Pszczyna – Rybnik – Racibórz
  - Rybnik – Racibórz

## Informacje
Przy przystanku kolejowym znajduje się posterunek odstępowy oraz przejazd kolejowo-drogowy z zaporami. Około 50 metrów w kierunku Nędzy pod torami znajduje się przepust dla wąskotorowej linii Racibórz Markowice – Gliwice.